# بشارت (اثر لئوناردو داوینچی)
تابلوی بشارت، اثری از هنرمند دوره رنسانس ایتالیا، لئوناردو داوینچی، که تاریخ خلق آن حدوداً به سال‌های ۱۴۷۲ تا ۱۴۷۶ بازمی‌گردد..  این اثر که نخستین تابلوی بزرگ باقی‌مانده از لئوناردو محسوب می‌شود، در فلورانس و در زمانی خلق شد که او شاگرد کارگاه آندرئا دل وروکیو بود. این نقاشی با استفاده از رنگ روغن و چسب‌رنگ روی یک پنل بزرگ صنوبر کشیده شده و بشارت، یک موضوع محبوب کتاب مقدس در فلورانس قرن پانزدهم، را به تصویر می‌کشد. از سال ۱۸۶۷، این اثر در موزه اوفیتزی فلورانس، همان شهری که تابلوی مزبور در آن خلق شده است، نگهداری می‌شود. با اینکه برخی از صاحب‌نظران ترکیب‌بندی این نقاشی را دارای نواقصی دانسته‌اند، با این حال تابلوی «بشارت» یکی از شناخته‌شده‌ترین بازنمایی‌های این موضوع در هنر مسیحی به‌شمار می‌آید.

## توضیحات
موضوع این اثر از کتاب مقدس، انجیل لوقا، فصل ۱ آیات ۲۶ تا ۳۹ گرفته شده است. در این صحنه، فرشته جبرئیل به مریم مقدس بشارت می‌دهد که به‌طور معجزه‌آسا باردار خواهد شد و پسری به دنیا خواهد آورد که نام او را عیسی خواهند نهاد و او «پسر خدا» خوانده خواهد شد؛ و پادشاهی‌اش پایانی نخواهد داشت. موضوع بشارت برای آثار هنری معاصر که در کشورهای مسیحی مانند ایتالیا نقاشی شده بودند، بسیار محبوب بود و بارها در هنر فلورانس، از جمله چندین نمونه از نقاش اوایل رنسانس، فرا آنجلیکو، به تصویر کشیده شده بود. جزئیات سفارش این نقاشی و تاریخ اولیه آن همچنان مبهم است. از آنجایی که این نقاشی از صومعه سن بارتولومئو در زیتون به اوفیتزی آورده شده است، محققان اظهار داشته‌اند که ممکن است راهبان صومعه پس از بازسازی کلیسا در سال ۱۴۷۲، این اثر هنری را برای خزانه خود سفارش داده باشند.
میز مرمری‌ای که در مقابل مریم قرار دارد، به‌احتمال زیاد برگرفته از آرامگاه پیرو و جووانی دِی مدیچی در کلیسای سن لورنزو فلورانس است؛ اثری که وروکّیو (استاد داوینچی) در همان دوره آن را پیکرتراشی کرده بود. از جمله عناصر بسیار ظریف و هنرمندانهٔ نقاشی، پردهٔ نیمه‌شفافی است که زیر کتاب مقدسی که مریم در حال خواندن آن است قرار دارد. این پرده نمادی از پیشگویی‌های عهد عتیق است.
صفحه‌ای از کتاب که دست راست مریم روی آن قرار دارد، دارای حروف و اختصارات لاتین برگرفته از Lexicon Abbreviaturarum است؛ واژه‌نامه‌ای که از قرون وسطی توسط کاتبان مورد استفاده قرار می‌گرفت. با این حال، دنبالهٔ حروف روی صفحه معنای مشخصی ندارد. به‌احتمال زیاد، مریم در حال تفکر عرفانی بر شکل حروف است؛ نوعی خوانش روحانی که جنبهٔ تأملی و رازآمیز دارد. فرشتهٔ جبرئیل نیز شاخه‌ای از سوسن مریم را در دست دارد که نماد باکرگی مریم مقدس و همچنین شهر فلورانس است.
فرض بر این است که لئوناردو، به عنوان یک ناظر تیزبین طبیعت، بال‌های فرشته را به گونه‌ای نقاشی کرده است که شبیه بال‌های یک پرنده در حال پرواز باشد، اما بعداً، بال‌ها توسط هنرمند دیگری به طرز چشمگیری بلندتر شده‌اند.

## تاریخ مدرن
در سال ۱۸۶۷، تابلوی بشارت، که در صومعه اولیتان سن بارتولومئو در نزدیکی فلورانس نگهداری می‌شد، به موزه اوفیتزی آورده شد. در ابتدا، این اثر به دومنیکو گیرلاندایو نسبت داده می‌شد، که مانند لئوناردو، در کارگاه آندرئا دل وروکیو تحصیل می‌کرد. با این حال، در سال ۱۸۶۹، کارل ادوارد فون لیپارت، چهره برجسته جامعه هنری آلمان در فلورانس، این نقاشی را به عنوان اثری از دوران جوانی لئوناردو معرفی کرد. این یکی از اولین نمونه‌های اولیه از یک اثر باقی‌مانده از لئوناردوی جوان بود.  متعاقباً، یک نقاشی لئوناردو در گالری تصاویر کلیسای مسیح در مجموعه آکسفورد به عنوان یک نقاشی مقدماتی برای آستین فرشته شناخته شد و شواهد بیشتری از انتساب آن به لئوناردو ارائه داد.

## نگارخانه

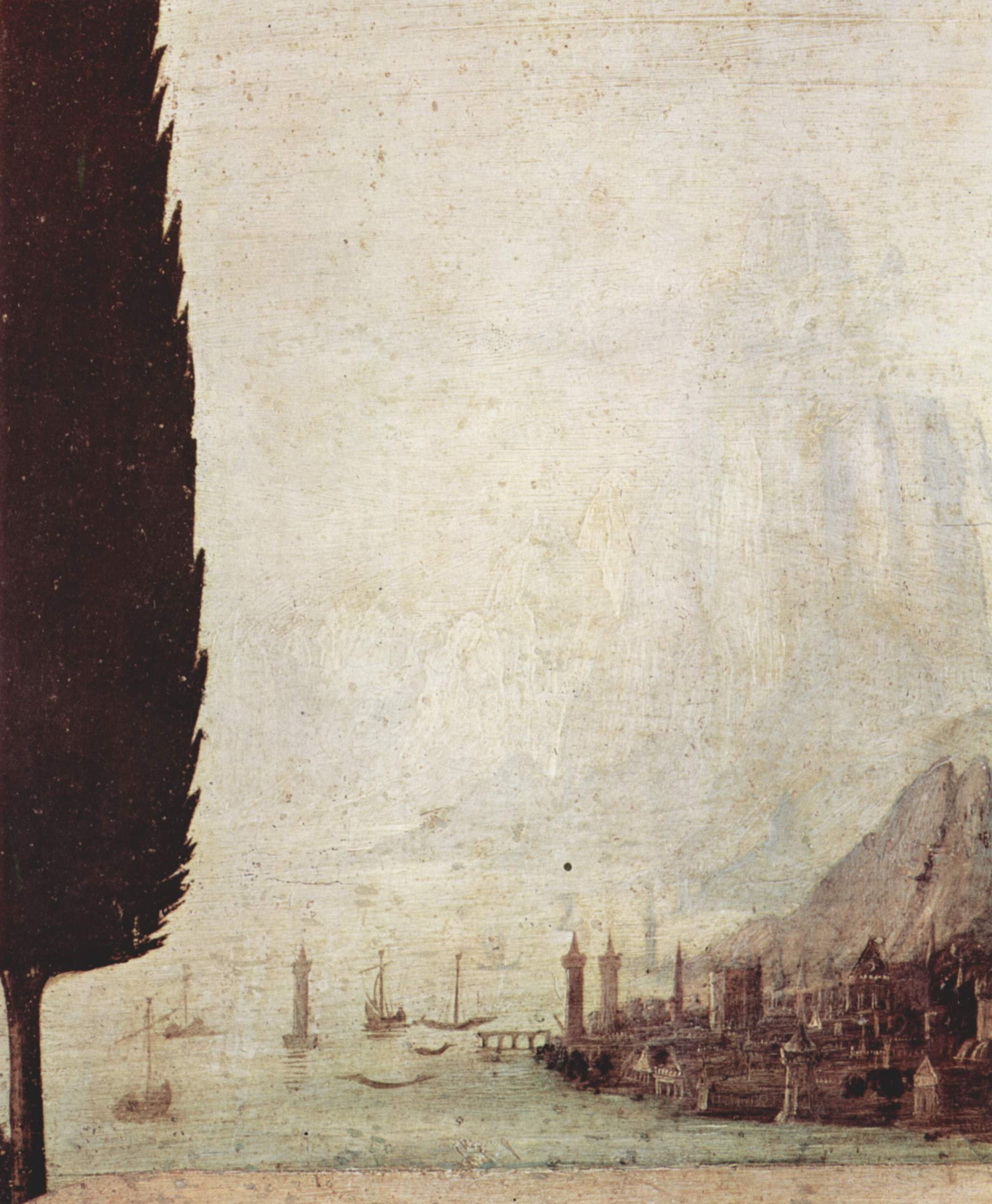
زمینه نقاشی
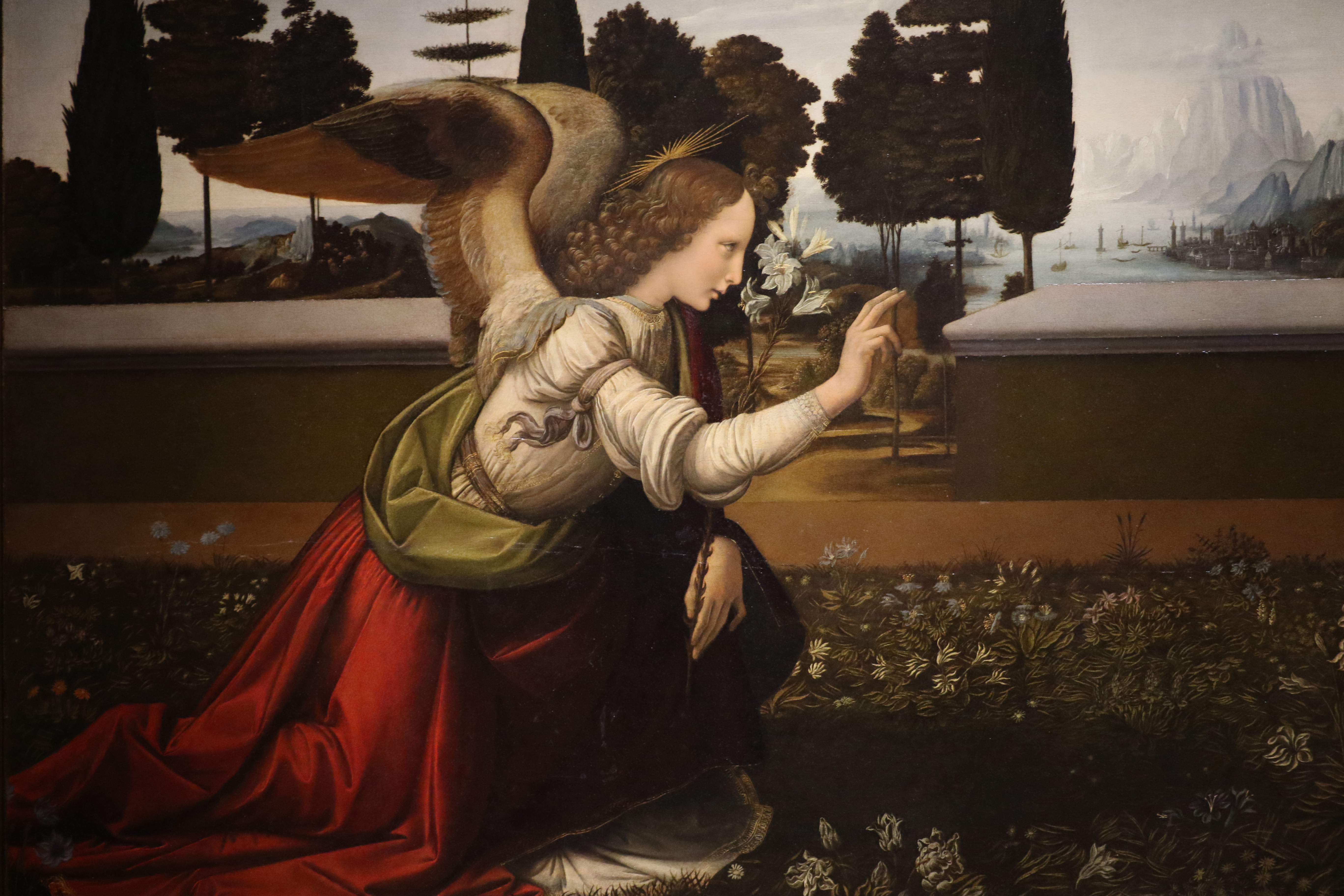
فرشته جبرئیل
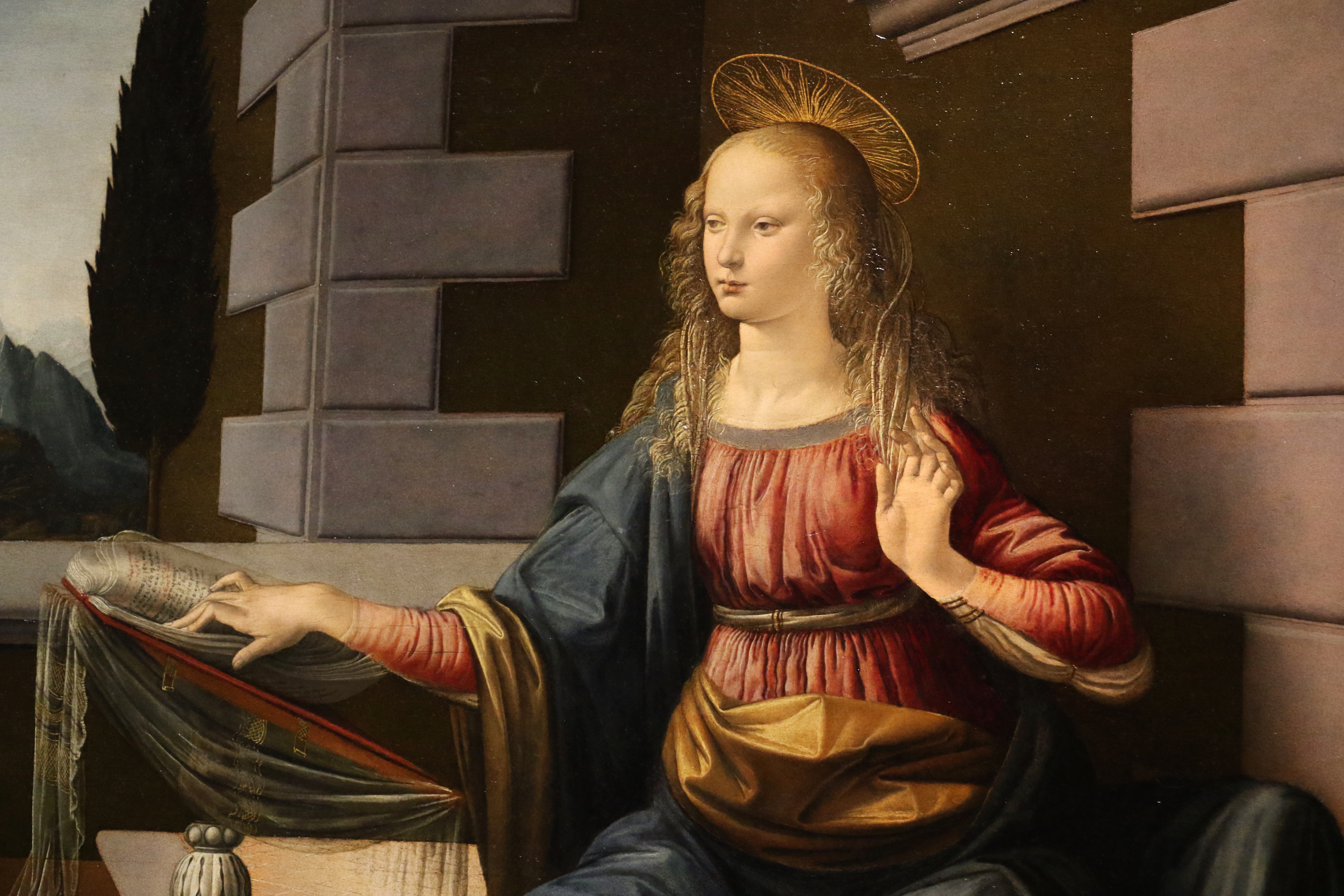
مریم مقدس
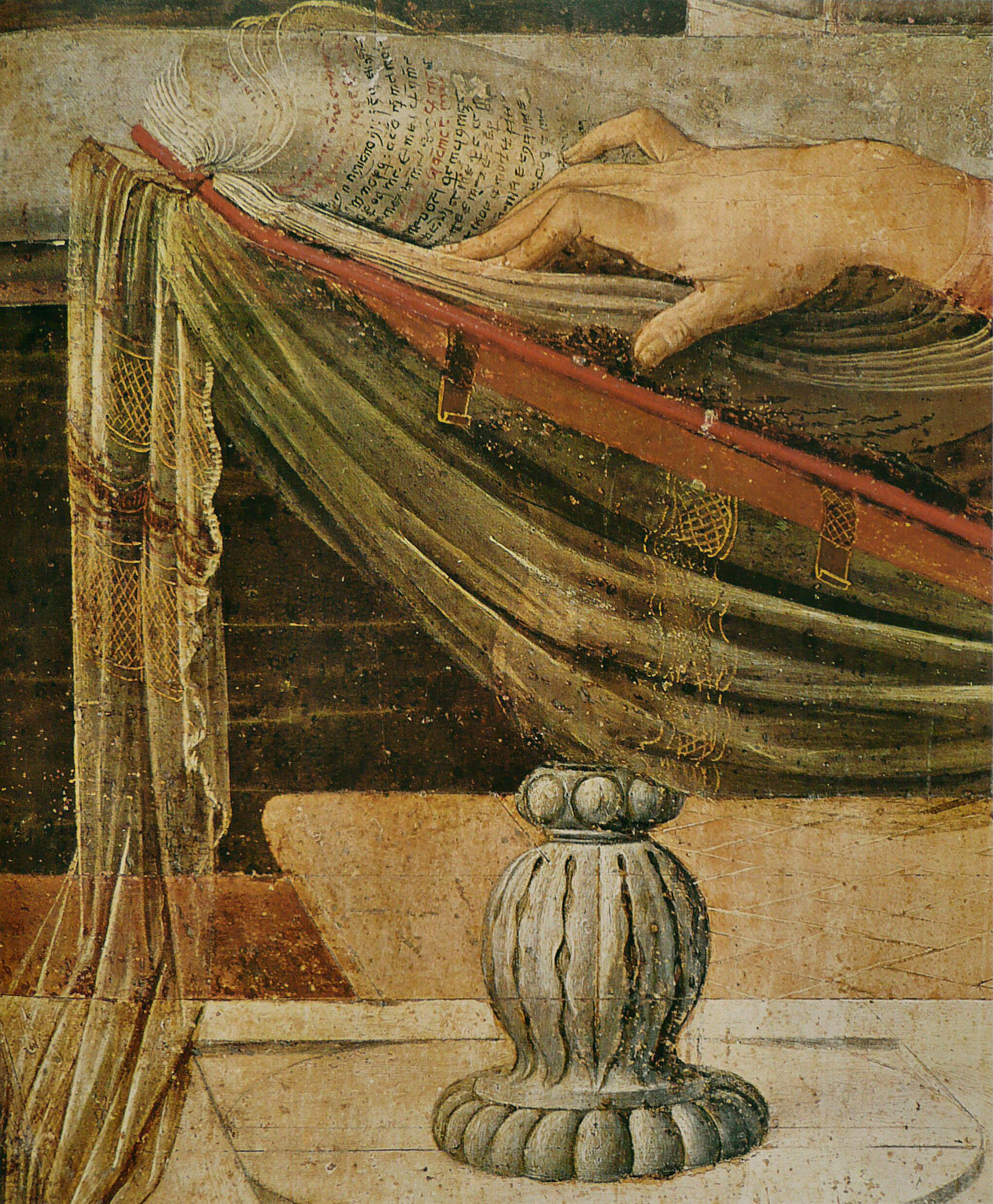
کتاب مقدس و دست مریم مقدس